# جمشید (خواننده)
جمشید خیری مقدم (زاده ۱۰ مهر ۱۳۵۲) معروف به جمشید؛ خواننده موسیقی پاپ اهل ایران است.

## زندگی
تحصیلات عالی وی مهندسی راه و ساختمان از صنعت عمران بوده؛ او به‌طور کلی آهنگ‌های خود را از کمپانی آونگ موزیک روانه بازار می‌کند و در مجموع پنج آلبوم به تهیه‌کنندگی خود عرضه کرده‌است.
جمشید با آهنگسازان بزرگی همچون شادمهر عقیلی، کاظم عالمی، بابک رادمنش، عباس خوشدل و … همکاری داشته‌است.

## آلبوم‌ها

### نقش زیبا(۲۰۰۳/۱۳۸۲)[۳][۴]
- پخش از آونگ موزیک

| نام ترانه | ترانه‌سرا       | آهنگساز     | تنظیم      |
| --------- | -------------- | ----------- | ---------- |
| عشق منی   | بیژن سعیدی     | امیر بدخش   | امیر بدخش  |
| عشق پاک   | سینا بیات      | سینا بیات   | شهیاد      |
| گریز      | سینا بیات      | جمشید       | کاظم عالمی |
| خوش اومدی | سینا بیات      | سینا بیات   | شهیاد      |
| عاطفه     | سینا بیات      | سینا بیات   | راوی       |
| مادر      | سیروس علی‌آبادی | شهیاد       | شهیاد      |
| شیراز     | فیروز چاول     | جمشید       | امیر بدخش  |
| کردی      | فولکور کردی    | فولکور کردی | امیر بدخش  |
| نقش زیبا  | سینا بیات      | سینا بیات   | امیر بدخش  |

### خوش آمدی(۲۰۰۴/۱۳۸۳)[۵][۶]
- پخش از آونگ موزیک

| نام ترانه   | ترانه‌سرا               | آهنگساز            | تنظیم       |
| ----------- | ---------------------- | ------------------ | ----------- |
| خوش آمدی    | بابک رادمنش            | بابک رادمنش        | بابک رادمنش |
| من عاشقم    | بابک رادمنش            | بابک رادمنش        | بابک رادمنش |
| شاهکار      | بیژن سعیدی             | امیر بدخش          | امیر بدخش   |
| یک دلی      | بابک رادمنش            | بابک رادمنش        | بابک رادمنش |
| تو          | شهیاد، جمشید           | شهیاد              | شهیاد       |
| خه نه بندان | فولکور کردی، آذر قبادی | فولکور کردی، جمشید | امیر بدخش   |
| همزبون      | مهدی داوودی            | امیر بدخش          | امیر بدخش   |
| همسر        | بهزاد نیری             | کاظم عالمی         | کاظم عالمی  |
| یارا یارا   | قیصر امین‌پور           | عباس خوشدل         | فرد میرزا   |

### فریبانه(۲۰۰۶/۱۳۸۴)[۷][۸]
- پخش از آونگ موزیک

| نام ترانه         | ترانه‌سرا     | آهنگساز      | تنظیم         |
| ----------------- | ------------ | ------------ | ------------- |
| فریبانه           | بابک رادمنش  | بابک رادمنش  | بارن          |
| آشتی              | آرین دوستی   | آرش فتحی     | شهیاد         |
| ترک غربت          | بابک رادمنش  | بابک رادمنش  | بارن          |
| شیخانی            | کردی         | جمشید        | امیر بدخش     |
| بارون             | بهرام امیری  | بهرام امیری  | نامی          |
| شناختمت           | جواد شریف‌پور | شادمهر عقیلی | شادمهر عقیلی  |
| میرم              | امید اولیایی | امیر بدخش    | امیر بدخش     |
| حالا دیگه دیر شده | جواد شریف‌پور | شادمهر عقیلی | کامرون کارتیو |
| می‌خواستمت         | جواد شریف‌پور | جمشید        | فرد میرزا     |

### اولین نگاه(۲۰۰۸/۱۳۸۷)[۹][۱۰]
- پخش از آونگ موزیک

| نام ترانه  | ترانه‌سرا       | آهنگساز           | تنظیم          |
| ---------- | -------------- | ----------------- | -------------- |
| تنهاتر     | منصوره         | شادمهر عقیلی      | شادمهر عقیلی   |
| شعر و غزل  | جمشید          | جمشید             | آرا هایراپتیان |
| اولین نگاه | بابک رادمنش    | بابک رادمنش       | بارن           |
| کردستان    | بابک رادمنش    | کردی، بابک رادمنش | بارن           |
| شک نکن     | جواد شریف‌پور   | ترکی              | امیر بدخش      |
| سپیده      | مهین آبادانی   | کاظم عالمی        | کاظم عالمی     |
| طلوع عشق   | بابک رادمنش    | بابک رادمنش       | بارن           |
| دوست دارم  | جواد شریف‌پور   | شادمهر عقیلی      | شادمهر عقیلی   |
| بی تو      | پاکسیما زکی‌پور | یاسر محمودی       | آرا هایراپتیان |
| ناز نکن    | محلی           | محلی              | امیر بدخش      |
| Tan'nek    | فولکور کردی    | فولکور کردی       | امیر بدخش      |
| پاک شو     | بابک رادمنش    | بابک رادمنش       | بارن           |

### ثانیه‌ها / حس عاشقی(۲۰۱۴/۱۳۹۳)[۱۱][۱۲]
- پخش از آونگ موزیک

| نام ترانه                 | ترانه‌سرا                   | آهنگساز      | تنظیم        |
| ------------------------- | -------------------------- | ------------ | ------------ |
| ثانیه‌ها                   | سروش دادخواه               | عماد نکویی   | عماد نکویی   |
| باشی یا نباشی             | بهاره کمن‌کش                | عماد نکویی   | عماد نکویی   |
| ناچاری                    | سونیا مکاری‌پور             | عماد نکویی   | آرش عابدی    |
| آرامش                     | پویا حسین‌خانی              | شادمهر عقیلی | عماد نکویی   |
| پناه                      | محمد فراهانی               | عماد نکویی   | عماد نکویی   |
| کوچولو                    | سونیا مکاری‌پور             | عماد نکویی   | عماد نکویی   |
| حس عاشقی (باهمراهی باران) | محمد فراهانی               | عماد نکویی   | عماد نکویی   |
| منو این رؤیا              | بابک رادمنش                | بابک رادمنش  | پوریا نیاکان |
| هرجور میخوای              | بابک رادمنش                | بابک رادمنش  | بارن         |
| بغلم کن                   | بهاره کمن‌کش                | عماد نکویی   | عماد نکویی   |
| ای خدا                    | شاهرخ حورمی                | جمشید        | کاظم عالمی   |
| اشتباهی                   | بهاره کمن‌کش                | عماد نکویی   | عماد نکویی   |
| عشق بچگی                  | بهاره کمن‌کش                | عماد نکویی   | عماد نکویی   |
| ناز مکا (باهمراهی منصور)  | کردی (با اضافاتی از جمشید) | جمشید        | پوریا نیاکان |
| لالایی برای مادر          | محمد فراهانی               | عماد نکویی   | عماد نکویی   |

## تک‌آهنگ‌ها[۱۳]
- تمنای وصال
- ای خدا (کُردی)
- همه چی به ظاهر خوبه
- باز آمدی
- دختر آذری
- اشتباه
- گلنار
- بهم دل نبند
- آواره
- مبارک باد
- دست جنون